# Макаров, Николай Михайлович (хоккеист)
Никола́й Миха́йлович Мака́ров (19 декабря 1948, Челябинск, РСФСР) — советский хоккеист, защитник. Чемпион мира, заслуженный мастер спорта СССР (1981). Старший брат Юрия и Сергея Макаровых.

## Карьера
Воспитанник челябинского клуба «Восход». С 1968 по 1969 год проходил военную службу в команде «Звезда» из Чебаркуля, играя вместе с Валерием Харламовым. В 1969 вернулся в Челябинск, став игроком «Трактора». В его составе в сезоне 1976/77 стал бронзовым призёром чемпионата СССР. За «Трактор» в первенствах сыграл 490 матчей и забросил 113 шайб, став пятым по результативности защитником чемпионатов СССР. В 1981 году стал первым игроком «Трактора», которому присуждено звание заслуженного мастера спорта.
На чемпионате мира 1981 года сыграл один матч.
С 1987 по 2002 год возглавлял «Мечел».
Возглавляет Федерацию хоккея Челябинской области.
Внуки Анатолий Васильев и Евгений Полторак также хоккеисты.